# Turbulencja

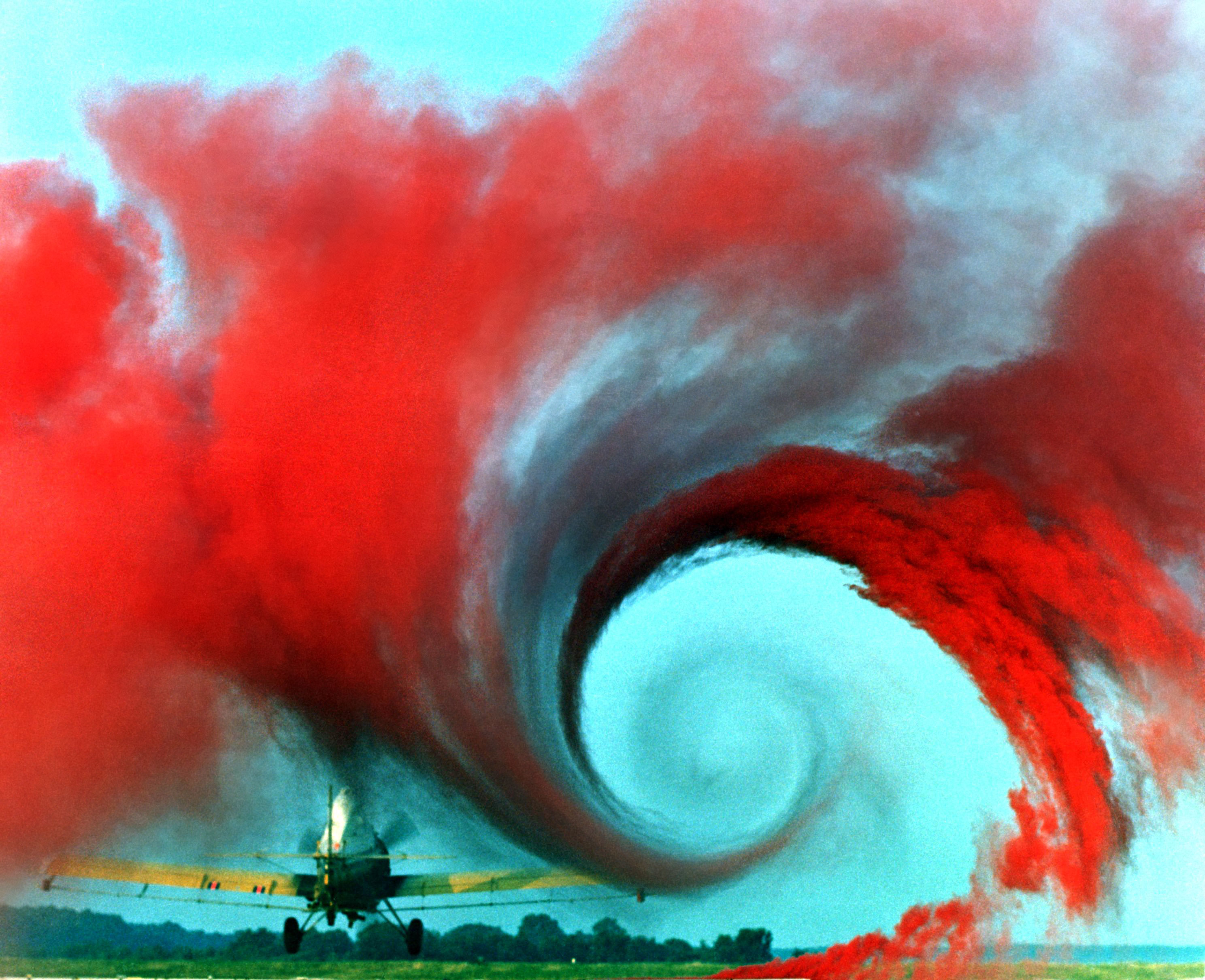
Wir wywołany przelotem samolotu

Turbulencja, przepływ burzliwy – w mechanice ośrodków ciągłych, reologii i aerodynamice – określenie bardzo skomplikowanego, nielaminarnego ruchu płynów. Ogólniej termin ten oznacza złożone zachowanie dowolnego układu fizycznego, czasem zachowanie chaotyczne. Ruch turbulentny płynu przejawia się w występowaniu wirów i innych struktur koherentnych, zjawisku oderwania strugi, zjawisku mieszania. Dziedzinami nauki, które analizują zjawiska związane z turbulencją, są: hydrodynamika, aerodynamika i reologia. Model matematyczny turbulencji próbuje się tworzyć na bazie teorii układów dynamicznych i teorii chaosu.
Typowym przykładem utraty stabilności ruchu przez przepływ jest unoszący się znad papierosa dym. Początkowo układa się on w pasma (ruch laminarny), by ok. 10 cm nad papierosem wytworzyć początkowe zawirowania, które w końcu tracą uporządkowaną strukturę.
Turbulencja ma liczne i ważne zastosowania. Wyniki jej badań są istotne m.in. w analizie procesów spalania gazów i cieczy, znajdując zastosowanie w budowie układów wtrysku paliwa i układów tłokowych w samochodach. Zastosowania turbulencji obejmują także konstrukcje przyrządów pomiarowych pozwalających np. mierzyć stan zastawek sercowych czy prędkości przepływu krwi w żyłach na podstawie widma akustycznego szumów turbulentnie płynącej krwi.

## Liczba Reynoldsa jako kryterium burzliwości przepływu
Najprostszym modelem płynu jest ciecz nieściśliwa i pozbawiona lepkości. W tym modelu jednak turbulencja nie występuje. Najprostszym realistycznym modelem cieczy jest ciecz nieściśliwa. Większość cieczy rzeczywistych przy niezbyt wysokich ciśnieniach jest w granicach błędu pomiaru nieściśliwa, tzn. nie zmienia swojej objętości pod wpływem sił ścinających i zmian ciśnienia. Przykładem takiej cieczy jest woda. Również wiele bardziej złożonych płynów, jak pasty, zole czy proszki, może być w wielu przypadkach dobrze opisywalna modelem cieczy nieściśliwej (choć dyskusyjna jest kwestia odniesienia hasła turbulencja do takich cieczy).
Bezwymiarowe przedstawienie równań ruchu cieczy nieściśliwej, czyli równań Naviera-Stokesa prowadzi do wniosku, że charakter ruchu płynu jest określony przez wartość tylko jednej liczby: liczby Reynoldsa, oznaczanej Re:
{\displaystyle Re={\frac {l\cdot v}{\nu }}}
gdzie: l – wymiar charakterystyczny (np. dla przepływu przez rurę będzie to jej średnica), v – prędkość charakterystyczna płynu, {\displaystyle \nu } – lepkość kinematyczna.
Z doświadczenia wiadomo, że dla małych wartości Re ruch płynu jest laminarny, zaś dla dużych wartości traci stabilność i przechodzi w przepływ turbulentny. Konkretne wartości, dla których zachodzi zmiana charakteru przepływu, bardzo silnie zależą od warunków brzegowych, które obejmują kształt kanału, własności powierzchni z którymi styka się płyn, ewentualne zaburzenia mechaniczne (wstrząsy) itp. Typowa wartość Re, dla której pojawia się turbulencja w pełni rozwinięta, to ok. 2000, zaś początki niestabilności ruchu płynu są możliwe już dla Re równego 200-500 (tak zwane ‘transition to turbulence’ lub ‘transition flow’).
Przejście pomiędzy ruchem laminarnym a turbulentnym ma bardzo gwałtowny charakter, co jest powodem, dla którego często wskazuje się na analogie pomiędzy utratą stabilności przepływu a przejściami fazowymi. Porównania te są o tyle sensowne, że próby opisu ruchu turbulentnego za pomocą metod matematycznych wypracowanych w teorii przejść fazowych i teorii pola okazały się bardzo owocne.

## Płyny ściśliwe, kryteria podobieństwa przepływów
W wypadku płynów ściśliwych (np. gazów) liczba Reynoldsa nadal charakteryzuje przepływ i nadal ma takie samo znaczenie jak dla płynów nieściśliwych, jednak przepływ dodatkowo jest charakteryzowany przez inne parametry bezwymiarowe jak liczba Macha M, liczba Prandtla Pr, liczba Strouhala S itp. Parametry te stanowią podstawę tzw. kryteriów podobieństwa w dynamice płynów i technice.

## Problem opisu turbulencji
Dotychczas brak zadowalającej analizy matematyczno-fizycznej turbulencji. Od strony matematycznej nie jest jasne nawet istnienie gładkich rozwiązań równania Naviera-Stokesa. Problem ten stał się tematem jednego z tak zwanych problemów milenijnych.
Analiza równań Naviera-Stokesa dla cieczy nieściśliwej i turbulencji w jej stanie stacjonarnym i w pełni rozwiniętym, przeprowadzona przez Kołmogorowa, wskazuje na istnienie w widmie furierowskim energii przepływu płynu dobrze określonych regionów o różnym charakterze przepływu płynu. Dla dużych skal przestrzennych obecne są struktury koherentne w postaci wirów, które częściowo synchronizują swoje tempo ruchu (stąd nazwa koherentne, czyli spójne, porównaj: ścieżka von Karmana). Ich pochodzenie i kształt zależy znacząco od geometrii przepływu, zaś opis w takich warunkach jest zależny od analizy własności cieczy, kształtu i gładkości powierzchni itp. W skalach tych działają na ciecz siły wymuszające ruch (np. grawitacja), a zatem ruch cieczy jest napędzany za pośrednictwem struktur wielkoskalowych.
Ruch cieczy w skalach o pośrednich rozmiarach zachodzi w zupełnie innych warunkach. Wyliczenie liczby Reynoldsa dla płynu w tych skalach wskazuje na możliwość niemal całkowitego pominięcia członu zawierającego lepkość w równaniu, a zatem wywołującego tłumienie fluktuacji w ruchu cieczy. Sprawia to, że ruch elementów cieczy w pośrednich skalach ma charakter czysto bezwładnościowy: energia ruchu odbierana jest ze skal przestrzennie bardziej rozciągłych i poprzez tak zwany mechanizm kaskady wirów transportowana do skal przestrzennie mniejszych bez dyssypacji. Cechą charakterystyczną takiego ruchu jest jego uniwersalność, to znaczy niemal zupełna niezależność od geometrii przepływu. W szczególności dla skal tych prawdziwe jest tak zwane prawo Kołmogorowa (1941), w myśl którego zachodzi następująca zależność pomiędzy spektralną gęstością energii przepływu {\displaystyle E(k),} a skalą zjawiska mierzoną za pomocą zmiennych furierowskich {\displaystyle (\epsilon ,k){:}}
{\displaystyle E(k)=C\epsilon ^{\frac {2}{3}}k^{-{\frac {5}{3}}}}
gdzie:
- {\displaystyle C} jest uniwersalną, jednakową dla dowolnych cieczy nieściśliwych stałą, wynoszącą zgodnie z najnowszymi doświadczeniami około 1,5
- {\displaystyle \epsilon } to gęstość dyssypacji energii na jednostkę czasu i jednostkę objętości, niezależna od k,
- {\displaystyle k} jest długością wektora falowego (zmiennej furierowskiej) i z charakterystyczną skalą przestrzenną zjawisk {\displaystyle l} wiąże się zależnością {\displaystyle k={\frac {1}{l}}.}

Prawo to zostało wielokrotnie potwierdzone doświadczalnie dla różnych przepływów. Godnym odnotowania jest fakt, że rozumowanie Kołmogorowa prowadzące do powyższej zależności przeprowadzone zostało na drodze analizy wymiarowej.
Dla skal jeszcze mniejszych członem dominującym w równaniu Naviera-Stokesa jest człon lepkościowy. Ruch tych skal przebiega w warunkach niemal laminarnych i charakteryzuje się wysokim czynnikiem dyssypacji. Energia jest rozpraszana wykładniczo i zamieniana na ciepło. Ruch w skalach najmniejszych ma także uniwersalny charakter.
Pomimo określenia powyższych zależności matematyczny opis turbulencji daleki jest od doskonałości czy choćby efektywności. Brak wiadomości na temat powstawania turbulencji. Nie są znane istotne cechy tego zjawiska, choć oczywiście ewidencja faktów doświadczalnych kieruje uwagę uczonych na pewne zagadnienia.
Kołmogorow wyprowadził swoje zależności, dosyć dobrze oddające wyniki doświadczalne, zakładając, że stopień dyssypacji {\displaystyle \epsilon } jest stały w całej objętości cieczy. Z dokładniejszych współczesnych badań wynika jednak, że nie jest to prawda. Zjawiska dyssypacyjne zachodzą w turbulencji w bardzo skomplikowany sposób. Dyssypacja energii w danym punkcie pomiarowym zachodzi w bardzo skomplikowany sposób, przejawiając w pewnych chwilach bardzo niski poziom, zaś w innych duży wzrost. Zjawisko to jest manifestacją intermitencji w ruchu turbulentnym. W nowoczesnych modelach turbulencji przyjmuje się, że zbiór w przestrzeni, w którym dochodzi do dyssypacji, nie jest równy całej objętości przepływu, jak zakładał Kołmogorow, lecz że dyssypacja zachodzi na pewnym podzbiorze pełnej objętości, który na dodatek ma strukturę samopodobną – jest fraktalem. Podejmowane są próby pomiaru wymiaru fraktalnego takiego obiektu i dają one wartości odbiegające od 3. Oznacza to, że hipoteza Kołmogorowa o stałości dyssypacji w całej objętości cieczy jest prawdziwa tylko w pewnym przybliżeniu.
Nie wiadomo czy ciecz w stanie turbulencji jest układem chaotycznym. Z pewnością nie jest to niskowymiarowy układ chaotyczny jak np. układ Lorenza, choć pochodzenie równań ruchu w obydwu przypadkach jest podobne. Brak także zadowalających metod numerycznego opisu zjawiska.
Prowadzone symulacje przepływów turbulentnych obarczone są wieloma wadami. Konieczne są olbrzymie moce komputerów z uwagi na wielką liczbę zmiennych dynamicznych koniecznych do analizy, oraz z uwagi na konieczność uwzględnienia więzów. Z tych ostatnich powodów obliczenia prowadzi się zwykle przy użyciu tak zwanych siatek adaptujących, co polega na prowadzeniu symulacji przy założeniu rzadkiej siatki obliczeniowej, po czym konsekwentnym zagęszczaniu jej oczek w miejscach, które z racji zmienności przepływu wymagają większej dokładności. Nie są jednak należycie rozwiązane kwestie stabilności numerycznej takiej procedury, a tym bardziej jej odniesienie do równań N-S.
Ważnym problemem jest kwestia nieuniwersalności przepływu: użyteczność symulacji polega na możliwości zastosowania jej do modelowania wielorakich sytuacji doświadczalnych. Ze względu na niektóre elementy zjawiska, które silnie zależą od geometrii przepływu oraz od efektów pobocznych jak drgania, zanieczyszczenia, gładkość powierzchni, przepływ ciepła, może się okazać, że przeniesienie czysto symulacyjnej analizy do układu rzeczywistego nie jest adekwatne. Nie sposób bowiem zaniedbać wpływu np. zjawisk kontaktowych na styku cieczy z ciałem stałym.
Typowym przykładem są tu doświadczenia pomiaru liczby Reynoldsa, dla której przepływ traci stabilność, tak zwanej krytycznej liczby Reynoldsa. Granica stabilności przepływu wyznaczona eksperymentalnie jest obarczona dużym błędem ze względu na konieczność izolowania przepływu od zaburzeń zewnętrznych.